# Isotropis centralis
Isotropis centralis är en ärtväxtart som beskrevs av Maconochie. Isotropis centralis ingår i släktet Isotropis och familjen ärtväxter. Inga underarter finns listade i Catalogue of Life.